# Croissanville
Croissanville település Franciaországban, Calvados megyében. Lakosainak száma 532 fő (2018. január 1.). Croissanville Airan, Bissières, Cesny-aux-Vignes, Cléville, Magny-le-Freule, Méry-Corbon és Ouézy községekkel határos.

## Népesség
A település népességének változása:
| Lakosok száma | 275  | 283  | 258  | 315  | 333  | 445  | 480  | 532  | 538  | 532  |
|               | 1968 | 1975 | 1982 | 1990 | 1999 | 2011 | 2013 | 2015 | 2017 | 2018 |